# Liga Insular de São Tomé
O Liga Insular de São Tomé é o principal torneio regional de futebol na Ilha de São Tomé, em São Tomé e Príncipe. Foi criado em 1977 e é gerenciado pela Federação Santomense de Futebol.

## Formato
A Primeira Divisão é composta por 12 clubes, que jogam contra si em turno e returno. Ao final, os dois últimos colocados são rebaixados para a Segunda Divisão. O campeão disputa o título nacional do Campeonato Santomense de Futebol contra o vencedor da Liga Insular do Príncipe.
Em 2012, o número de times foi reduzido para 10 clubes. No entanto, retornou para 12 clubes na edição de 2016, permanecendo assim até o presente.

## Histórico
O primeiro torneio foi realizado em 1977. A edição de 2010 foi cancelada pela FSF. A Liga Insular de São Tomé de 2011 teve o Vitória do Riboque FC conquistando o bicampeonato consecutivo, pois também havia ganho a edição de 2009. O time venceu a equipa do UDESCAI de Agua Izé no seu reduto na cidade capital por 3 a 1, totalizando 47 pontos na penúltima rodada, em 29 de outubro de 2011, e não podendo mais ser alcançado na tabela. 
Em 2012, o Sporting Praia Cruz sagrou-se campeão pela sexta vez na história, conquistando o título a três jornadas do fim do torneio. Em 2013, a equipa conquistou o bicampeonato seguido. Já em 2014, a equipa da UDRA levou o título pela primeira vez.
Em 2018, a liga chegou a sua 30ª edição na história, com a UDRA conquistando seu terceiro título. Em 2019, a equipa do Agrosport de Monte Café venceu a liga pela primeiríssima vez.

## Títulos
| - 1977 : Vitória FC - 1978 : Vitória FC - 1979 : Vitória FC - 1980 : Desportivo de Guadalupe - 1981 : Desportivo de Guadalupe - 1982 : Sporting Praia Cruz - 1983 : não houve - 1984 : Andorinha Sport Club - 1985 : Sporting Praia Cruz - 1986 : Vitória FC - 1987 : não houve - 1988 : 6 de Setembro - 1989 : Vitória FC - 1990 : não houve - 1991 : Santana FC - 1992 : não houve | - 1993 : não houve - 1994 : Sporting Praia Cruz - 1995 : Inter Bom-Bom - 1996 : Caixão Grande - 1997 : não houve - 1998 : não houve - 1999 : Sporting Praia Cruz - 2000 : Inter Bom-Bom - 2001 : Bairros Unidos FC (Caixão Grande) - 2002 : não houve - 2003 : Inter Bom-Bom - 2004 : UDESCAI - 2005 : não houve - 2006 : não houve - 2007 : Sporting Praia Cruz - 2008 : não houve | - 2009 : Vitória FC - 2010 : não houve - 2011 : Vitória FC - 2012 : Sporting Praia Cruz - 2013 : Sporting Praia Cruz - 2014 : UDRA - 2015 : Sporting Praia Cruz - 2016 : Sporting Praia Cruz - 2017 : UDRA - 2018 : UDRA - 2019 : Agrosport - 2020 : em breve |  |

### Títulos por clube
| Clube                             | Vencedor | Ano do Vencedor                                      |
| --------------------------------- | -------- | ---------------------------------------------------- |
| Sporting Praia Cruz               | 9        | 1982, 1985, 1994, 1999, 2007, 2012, 2013, 2015, 2016 |
| Vitória FC                        | 7        | 1977, 1978, 1979, 1986, 1989, 2009, 2011             |
| UDRA                              | 3        | 2014, 2017, 2018                                     |
| Inter Bom-Bom                     | 3        | 1995, 2000, 2003                                     |
| Bairros Unidos FC (Caixão Grande) | 2        | 1996, 2001                                           |
| Desportivo de Guadalupe           | 2        | 1980, 1981                                           |
| Agrosport                         | 1        | 2019                                                 |
| UDESCAI                           | 1        | 2004                                                 |
| Santana FC                        | 1        | 1991                                                 |
| 6 de Setembro                     | 1        | 1988                                                 |
| Andorinha Sport Club              | 1        | 1984                                                 |